# Les Dépouilles de Poynton
Les Dépouilles de Poynton (The Spoils of Poynton) est un roman américain de Henry James, paru en 1897.
Il s'agit d'un des plus courts romans de l'auteur qui, sans être considéré comme une de ses œuvres majeures, est certainement un de ses récits les plus efficaces. L'âpre récit est celui d'une lutte, racontée selon le point de vue de la jeune Fleda Vetch, entre Mrs. Gereth et son fils Owen pour la conservation d'une grande demeure bourgeoise et des objets d'art qu'elle abrite. Le roman, d'abord publié en feuilleton dans The Atlantic Monthly en 1896 sous le titre The Old Things (Les Vieilles Choses), est repris en volume l'année suivante sous son titre actuel.
La traduction française, signée Simone David, ne paraît aux éditions Calmann-Lévy qu'en 1929, sous le titre "Le sort de Poynton" , puis en 1954 sous le titre "Les dépouilles de Poynton".

## Résumé
La veuve Adela Gereth se prend d'affection pour la jeune Fleda Vetch et la préfèrerait comme bru à la vulgaire Mona Brigstock dont son fils Owen s'est entiché. Ce dernier, au désespoir de sa mère, se fiance bientôt avec Miss Brigstock et désire s'installer à Poynton, la vaste demeure bourgeoise de la famille où se trouvent quantité de meubles et d'objets d'art de grande valeur patiemment collectionnés. Owen demande à Fleda d'intercéder auprès de sa mère pour que Mrs.Gereth quitte les lieux sans trop de heurts.
La veuve accepte de déménager à Ricks House, une maison plus petite que possède la famille, mais elle y fait transporter une bonne partie des plus belles pièces de Poynton. Owen est ulcéré par ce qu'il considère comme un vol pur et simple, mais dans le même temps, il avoue à Miss Vetch être de plus en plus sensible à son charme. Fleda Vetch lui enjoint toutefois de respecter ses engagements avec Mona Brigstock.
La veuve Gereth finit par céder et renvoie les objets d'art et les beaux meubles à Poynton. Peu après, le mariage entre Owen et Mona est célébré. Le jeune marié écrit une lettre à Fleda et, en remerciements pour tout ce qu'elle a fait, l'invite à se rendre à Poynton pour choisir l'objet qui lui sied. À son arrivée, Fleda constate que Poynton n'est plus que cendres.

## Influences culturelles
Dans le roman La Ligne de beauté (The Line of Beauty), publié par l'écrivain britannique Alan Hollinghurst en 2004, deux personnages cherchent à financer un film qui serait une adaptation à l'écran des Dépouilles de Poynton.

## Adaptation à la télévision
- 1970 : The Spoils of Poynton, mini-série britannique en quatre épisodes réalisé par Peter Sasdy, avec Gemma Jones et Ian Ogilvy.

## Sources
1. ↑  Henry James, Le sort de Poynton, Calmann-Lévy, éditeurs, coll. « Collection Le Prisme », 1929 (lire en ligne)

- Edward Wagenknecht, The Novels of Henry James, New York: Frederick Ungar Publishing Co., 1983  (ISBN 0-8044-2959-6)
- Oscar Cargill, The Novels of Henry James, New York: Macmillan Co., 1961